# Melodifestivalen 1969
La edición de este año del Melodifestivalen tuvo lugar el 1 de marzo en el Cirkus de Estocolmo. El presentador fue Pekka Langer.
Tras la tanda de votaciones, empataron los temas de Jan Malmsjö y Tommy Körberg. Tras una nueva votación de desempate, Tommy se hizo con la victoria.

## Resultados
1. Tommy Körberg - "Judy min vän", 54 ptos.
2. Jan Malmsjö - "Hej Clown", 45p
3. Sten Nilsson - Gång på gång, 13 ptos.
4. Anni-Frid Lyngstad - "Härlig är vår jord", 8 ptos.
5. Ann-Louise Hanson - "Svenska flicka", 8 ptos.
6. Svante Thuresson - "Sommarflicka", 4 ptos.
7. Lena Hansson - "Du ger mig lust att leva", 3 ptos.
8. Inger Öst - "Du ser mig inte", 1 pto.
9. Britt Bergström - "L, som i älskar dig", 0 ptos.
10. Ola Håkansson - "Du skänker mening", 0 ptos.

En la edición de Eurovisión de este año, Tommy alcanzaría la novena posición, y coincidió con su compatriota Siw Malmkvist (representante de Alemania).